# Epidendrum gracillimum
Epidendrum gracillimum är en orkidéart som beskrevs av Heinrich Gustav Reichenbach och Josef Ritter von Rawicz Warszewicz. Epidendrum gracillimum ingår i släktet Epidendrum och familjen orkidéer. Inga underarter finns listade i Catalogue of Life.